# Concierto barroco
Concierto barroco es una novela corta del escritor cubano Alejo Carpentier, publicada por primera vez en México en 1974. 

## Sinopsis
En la primera mitad del siglo XVIII un criollo y rico mexicano decide hacer un viaje a Europa. De la estancia en La Habana permite que le acompañe un liberto que dice ser descendiente del negro Golomón quien dio muerte al pirata Giberto Girón (en referencia a la obra Espejo de paciencia de Silvestre de Balboa). Pasando por España llegan a Venecia donde Vivaldi se interesa por la historia que cuenta el criollo de Nueva España del emperador Moctezuma. Adaptándolo a su visión occidental, Vivaldi transforma la historia y crea su famoso dramma per musica Motezuma. Por su parte el negro cubano también trata de que la historia de su ascendiente tenga algún interés para los genios barrocos de la música, así como su música heredera directa de sus orígenes africanos. El último capítulo es un viaje en el tiempo que los lleva hasta los momentos del éxito del jazz. 

"De plata los delgados cuchillos, los finos tenedores; de plata los platos donde un árbol de plata labrada en la concavidad de sus platas recogía el jugo de los asados..." Concierto Barroco, Alejo Carpentier